# Collegio uninominale Lombardia - 14
Il collegio elettorale uninominale Lombardia - 14 è stato un collegio elettorale uninominale della Repubblica Italiana per l'elezione del Senato tra il 2017 ed il 2022.

## Territorio
Come previsto dalla legge elettorale italiana del 2017, il collegio era stato definito tramite decreto legislativo all'interno della circoscrizione Lombardia.
Era formato dal territorio di 44 comuni: Acquafredda, Bedizzole, Borgosatollo, Botticino, Bovezzo, Brescia, Calcinato, Calvagese della Riviera, Calvisano, Carpenedolo, Castel Mella, Castenedolo, Cellatica, Collebeato, Desenzano del Garda, Flero, Gavardo, Ghedi, Gottolengo, Isorella, Lonato del Garda, Manerba del Garda, Mazzano, Moniga del Garda, Montichiari, Muscoline, Nave, Nuvolento, Nuvolera, Padenghe sul Garda, Paitone, Polpenazze del Garda, Pozzolengo, Prevalle, Puegnago sul Garda, Rezzato, Roncadelle, Salò, San Felice del Benaco, San Zeno Naviglio, Serle, Sirmione, Soiano del Lago, Visano.
Il collegio era parte del collegio plurinominale Lombardia - 02.

## Eletti
| Elezione | Elezione | Senatore       | Partito      |
| -------- | -------- | -------------- | ------------ |
|          | 2018     | Adriano Paroli | Forza Italia |

## Dati elettorali

### XVIII legislatura
Come previsto dalla legge elettorale, 116 senatori erano eletti con sistema a maggioranza relativa in altrettanti collegi uninominali a turno unico.
| Candidati              | Candidati                | Voti    | %     | Liste                    | Voti    | %     |
| ---------------------- | ------------------------ | ------- | ----- | ------------------------ | ------- | ----- |
|                        | Adriano Paroli ✔️ Eletto | 135 094 | 47,86 | Lega                     | 83 357  | 29,53 |
| Forza Italia           | Adriano Paroli ✔️ Eletto | 135 094 | 47,86 | 36 290                   | 12,86   |       |
| Fratelli d'Italia      | Adriano Paroli ✔️ Eletto | 135 094 | 47,86 | 12 808                   | 4,54    |       |
| Noi con l'Italia - UDC | Adriano Paroli ✔️ Eletto | 135 094 | 47,86 | 2 639                    | 0,93    |       |
|                        | Ignazio Messina          | 71 183  | 25,22 | Partito Democratico      | 60 924  | 21,58 |
| +Europa                | Ignazio Messina          | 71 183  | 25,22 | 7 866                    | 2,79    |       |
| Italia Europa Insieme  | Ignazio Messina          | 71 183  | 25,22 | 1 274                    | 0,45    |       |
| Civica Popolare        | Ignazio Messina          | 71 183  | 25,22 | 1 119                    | 0,40    |       |
|                        | Tommaso Sila             | 57 087  | 20,22 | Movimento 5 Stelle       | 57 087  | 20,22 |
|                        | Ugo Verzeletti           | 8 611   | 3,05  | Liberi e Uguali          | 8 611   | 3,05  |
|                        | Mirco Scalvenzi          | 2 811   | 1,00  | CasaPound                | 2 811   | 1,00  |
|                        | Giancarlo Archetti       | 2 737   | 0,97  | Il Popolo della Famiglia | 2 737   | 0,97  |
|                        | Giulia Venia             | 2 572   | 0,91  | Potere al Popolo!        | 2 572   | 0,91  |
|                        | Alice Zampollo           | 1 897   | 0,67  | Italia agli Italiani     | 1 897   | 0,67  |
|                        | Lucia Sabatino           | 304     | 0,11  | PRI - ALA                | 304     | 0,11  |
| Totale                 | Totale                   | 282 296 | 100   |                          | 282 296 | 100   |
|                        |                          |         |       |                          |         |       |
| Voti non validi        | Voti non validi          | 7 468   | 2,58  |                          |         |       |
| Votanti                | Votanti                  | 289 764 | 78,92 |                          |         |       |
| Elettori               | Elettori                 | 367 151 |       |                          |         |       |